# Federação Mineira de Vôlei
A Federação Mineira de Voleibol é uma federação que congrega entidades, ligas e clubes em Minas Gerais para regulamentar o voleibol no estado, ela é uma entidade filiada a Confederação Brasileira de Voleibol,  ela organiza tanto, campeonatos de Voleibol indoor (quadra) e Vôlei de Praia.

## História
Por volta do ano de 1932, iniciava-se o desenvolvimento do voleibol na cidade de Belo Horizonte,  raros eram os clubes  com departamento exclusivamente para a modalidade, porém, havia mais quadras particulares,  construídas em fundo de quintal, poucas de cimento, outras encontradas em alguns colégios, como por exemplo as escolas: "Escola Normal" e " Izabela Hendrix" – posteriormente chamado de Instituto de Educação, Colégio Santa Maria, na maioria as quadras eram de piso de terra com muita poeira, algumas recebiam camadas de saibro para melhorar, mas, mesmo assim poeira levantava durante os jogos, precisando ser molhada para retomar a partida; já a marcação das quadras era com cal virgem, na época não tinha cadeira para arbitragem que localizava-se ao lado do suporte de esticar a rede
Em 1933, ocorreu por parte dos clubes e colégios  a necessidade de organizar uma entidade, para dirigir os jogos do campeonato e eram ainda jogos amistosos. Em 15 de março de 1934 foi fundada a Associação Mineira de Esportes Gerais – AMEG, no antigo Café Íris, situado à Avenida Afonso Pena, 462, com o objetivo de dirigir os esportes especializados da cidade, e os clubes e escolas que participaram da fundação foram: América, Payssandu, Glória, Florentina, ASA e os Colégios Izabela Hendrix, Escola Normal e Santa Maria
Em 1935 foi organizada primeira seleção masculina de vôlei em Belo Horizonte para fazer um jogo interestadual aberto ao público, tal partida foi contra a polícia Especial do Rio de Janeiro, disputada na quadra do Colégio Izabela Hendrix, e o visitante foi vencedor por 2×1. Em 1941, após insatisfação com o trabalho da AMEG, os clubes e colégios resolveram criar a "FMV – Federação Mineira de Voleibol", e esta entidade foi  fundada em 23 de abril de 1941, em reunião realizada na sala da antiga Feira de Amostras, cujas instalações era onde hoje está situada a Estação Rodoviária, e compareceram como representantes os senhores: José Ligório Botinha, representando o Clube Atlético Mineiro; Cícero de Castro, pelo América Futebol Clube; Alberto Loyola Miranda, pelo Minas Tênis Clube; José Barroso Gomes, pelo Palestra Itália (atual Cruzeiro Esporte Clube); Murilo Lamarca, pelo Esporte Clube Payssandu e Roberto Magalhães Pinto, pelo Olympico Club, após término da reunião estava fundada a Federação Mineira de Voleibol, sendo o seu 1º presidente, por um mandato de um ano, o Sr. Mário Pinto Corrêa e o vice o Sr. Roberto Magalhães Pinto. Em 1942 foram eleitos o Sr. Cícero Ferreira e o Vice Sr. Nilton Barbosa.O ex-voleibolista indoor Hélcio Nunan Macedo, atuou pela seleção brasileira, também foi técnico da seleção brasileira na variante feminina e presidiu a FMV de 1975 a 1990.
Em 1994 assumiu o cargo. Sr. Carlos Antônio Rios, e já estava na entidade de 1991, introduziu um processo de modernização de sua gestão, como por exemplo, a implementação de um sistema informatizado para gerenciamento de atletas, técnicos e árbitros, pioneiro na criação de um banco de dados da entidade. E em sua gestão a FMV ficou marcada pela paixão do povo mineiro pelo voleibol, aumentando em popularidade, sendo que em números, o grande marco foi alcançado nas temporadas 1994 e 1995, quando Minas Gerais conquistou dois recordes mundiais de público em jogos oficiais nos naipes feminino e masculino. Em 1994, 26.500 expectadores prestigiaram no Ginásio Mineirinho a partida entre Brasil e China pelo Campeonato Mundial Feminino, e no mesmo ginásio, no ano seguinte, estiveram 27.000 para assistir Brasil e Itália, pela Liga Mundial Masculina. Em sua gestão o Estado  alcançou destaque no cenário nacional e internacional,  ultrapassando a incrível marca de 15 edições consecutivas de Superliga, seja no naipe feminino ou masculino, com ao menos uma equipe mineira como finalista. Destaque também para a ampla credibilidade da entidade e das equipes mineiras junto aos órgãos gestores do voleibol internacionalmente: nos  nos anos de 2013 e 2014, Minas Gerais sediou os campeonatos sul-americano e mundial do naipe masculino.
Em 2017, Carlos Antônio Rios,  deixa a presidência, após reunião em 26 de janeiro deste ano o então vice-presidente Tomás Tavares Perdigão Mendes passará assumir a presidência.

## Clubes fundadores
- Clube Atlético Mineiro
- América Futebol Clube (Belo Horizonte)
- Minas Tênis Clube
- Palestra Itália
- Esporte Clube Payssandu
- Olympico Club

## Clubes filiados
Entre os clubes filiados a FMV estão:
- Acesita Esporte Clube
- América Montes Claros
- ASEPEL- Associação de Ensino e Pesquisa em Esporte e Lazer - Juiz de Fora
- AEESB- Associação Educacional Esportiva e Social do Brasil
- Associação Argos
- Associação Esportiva e Recreativa USIPA
- Associação Social e Esportiva SADA
- Cruzeiro Esporte Clube
- Clube Bom Pastor - Juiz de Fora
- Clube Passense de Natação
- CRES - Varginha
- Fundação de Desenvolvimento Cientifico e Cultural
- Instituto Mais Ação
- Mackenzie Esporte Clube
- Minas Tênis Náutico Clube
- Minas Tênis Clube
- Olympico Club
- Praia Clube
- Prefeitura Municipal de Betim

## Competições organizadas
A Federação Mineira de Vôlei  tem assessorias que desenvole a modalidade em vários municípios do Estado e as regiões assessoradas são: Triângulo Mineiro e Alto Paranaíba (AR1) onde Itapagipe pertence, Sul e Sudeste de Minas (AR2), Zona da Mata (AR3) Vale do Aço e Leste (AR4) e Metropolitana (AR6),  nestas são disputados os campeonatos regionais metropolitanos, além destes, chancela a Liga Sul Mineira e o Campeonato Mineiro de Voleibol